# De hele nacht door
De hele nacht door is een lied van het Nederlandse amusementplatform  StukTV in samenwerking met de Nederlandse rappers Kraantje Pappie en Cazz Major. Het werd in 2015 als single uitgebracht.

## Achtergrond
De hele nacht door is een nummer uit het genre nederhop. In het lied rappen de artiesten over hoe ze de hele nacht lang willen feesten. Het was de eerste single die StukTV uitbracht. In 2016 werkte StukTV nog een keer samen met Kraantje Pappie, ditmaal op Opgeturnt.

## Hitnoteringen
De artiesten hadden weinig succes met het lied in de Nederlandse hitlijsten. Er was geen notering in de Single Top 100 en ook de Top 40 werd niet bereikt. Bij laatstgenoemde was er wel de dertiende positie in de Tipparade.